# 망가 (도시)
망가(프랑스어: Manga)는 부르키나파소 중남부에 위치한 도시로, 중남부 주의 주도이자 준드웨오고 현의 현도이며 인구는 32,033명(2006년 기준)이다.